# Santa Catarina Juquila
Santa Catarina Juquila è un comune del Messico, situato nello stato di Oaxaca.